# Matthias Schwab (Eishockeyspieler)
Matthias Schwab (* 13. Juni 1986 in Zell am See) ist ein ehemaliger österreichischer Eishockeyspieler, der zuletzt für die Black Wings Linz in der Österreichischen Eishockey-Liga spielte.

## Karriere
Matthias Schwab begann seine Karriere beim EK Zell am See, wo auch sein älterer Bruder Thomas Schwab spielt.
Er war Nationalligameister 2002/03 und spielt seit der U14 für die österreichische Nationalmannschaft. Er nahm 2003 und 2004 an zwei U18-Weltmeisterschaften in Division I teil und erreichte dort einen fünften und einen dritten Platz. Ab 2004 spielte er im Kader des EC Red Bull Salzburg, wo er in der Saison 2006/07 vermehrt in der Bundesliga zum Einsatz kam. Ab der Saison 2007/08 konnte er sich fix im Kader des Bundesligateams etablieren. Schwab wurde in den Saisonen 2006/07 und 2007/08 Meister der österreichischen Eishockey-Bundesliga (EBEL).
Er erzielte am 1. November 2007 sein erstes Bundesligator beim Spiel der Red Bulls Salzburg gegen die Vienna Capitals. Die Saison 2009/10 spielte er bei den Graz 99ers, um danach zum oberösterreichischen Klub EHC Black Wings Linz zu wechseln. 2011 beendete Schwab seine Karriere als Profi verletzungsbedingt und mangels finanziell reizvoller Angebote.